# Brevibolbina
Brevibolbina is een geslacht van uitgestorven kreeftachtigen uit de klasse van de Ostracoda (mosselkreeftjes).

## Soorten
- Brevibolbina altonodosa (Sarv, 1959) Meidla, 1983 †
- Brevibolbina amabilis (Neckaja, 1958) Sidaravichiene, 1992 †
- Brevibolbina brevis Schallreuter, 1989 †
- Brevibolbina dimorpha Sarv, 1959 †
- Brevibolbina dornbuschi Schallreuter, 1964 †
- Brevibolbina fissurata Schallreuter, 1981 †
- Brevibolbina pontificans Schallreuter, 1981 †